# 논리실증주의
논리실증주의(論理實證主義, 독일어: Logischer Empirismus, 영어: Logical positivism) 또는 논리경험주의(論理經驗主義)는 과학의 논리적 분석 방법을 철학에 적용하고자 하는 사상이다. 현대 분석철학의 바탕이 된 대표적 사상으로 여겨진다.

## 역사
1922년 모리츠 슐리크의 빈 대학 교수 취임과 함께 그의 세미나를 중심으로 여러 전공 분야의 학자가 모여 마흐의 실증정신(實證精神)을 계승하고 과학을 형이상학으로부터 해방하며 세계를 과학적으로 파악하는 것을 공통 목표로 삼는 사상 운동을 개시하였다. 주요 멤버로서는 슐리크 이외에는 전문 철학자가 거의 없고 과학자가 많았다. 비트겐슈타인은 빈 체재 중에도 이 파와의 교섭이 없었으나 그의 저서 ⟪논리철학 논고⟫와 소수 멤버와의 만남은 이들에게 큰 영향을 미쳤다.
1926년에 카르나프가 빈 대학에 초빙된 후 급속히 발전하여 이 그룹은 에른스트 마흐의 이름을 따 '마흐 협회'를 창설하고, 이윽고 그들 자신의 입장을 '논리실증주의', 그리고 협회를 '빈 학파'이라고 호칭하게 되었다. 베를린에서 동일한 운동을 지도하고 있던 한스 라이헨바흐가 가담하고 1930년부터는 기관지 《인식》을 발행하였다. 또 《통일 과학 백과전서》라는 제목 아래 일련의 연구 논문을 노이라트의 지도를 받아 시카고에서 발간, 통일 과학 운동을 전개했으며, 각지에서 대회를 열었다.
논리실증주의자들은 형이상학은 물론이고 신학, 나치즘, 신비주의, 관념론, 민족주의 등을 비판하였는데, 이로 인해 파시즘과 대립하던 멤버의 대부분이 영국, 미국 등으로 옮겨갔고 결정적으로 1936년 모리츠 슐리크가 사망하며 사실상 해체되었다.
제2차 세계 대전 이후, 논리실증주의는 나치즘의 발흥기에 미국으로 이주한 칼 헴펠에 의해 논리 경험주의로 전환되었다. 그 후 몇 년 동안, 운동의 중심 전제는 여전히 해결되지 않은 채, 특히 윌러드 밴 오먼 콰인와 칼 포퍼에 의해, 그리고 심지어 운동 자체 내에서, 헴펠에 의해 심하게 비판받았다. 1962년 토머스 쿤의 획기적인 책 《과학혁명의 구조》가 출판되면서 과학철학의 초점이 극적으로 바뀌었다. 1967년 철학자 존 패스모어는 논리 실증주의를 "죽었다, 혹은 철학적 운동이 죽은 것처럼 죽었다"고 선언했다.

## 명제에 대하여
논리 실증주의자들은 명제를 두 가지로 나누었다. 단어의 뜻과 단어들 간의 논리적 관계만 알면 경험적 지식이 없이도 진위 판단이 가능한 명제를 분석 명제(分析 命題, analytic statement)라고 한다. 반면 아무리 단어의 뜻을 알아도 경험적인 지식이 없으면 진위 판단이 불가한 명제가 있는데 이것을 종합 명제(綜合 命題, synthetic statement)라고 한다. 가령, "모든 총각은 결혼하지 않았다."라는 문장은 분석 명제이다. 왜냐하면 "총각"이라는 단어에 "결혼하지 않은 남자"라는 뜻이 이미 들어있기 때문이다. 모든 총각을 경험적으로 조사하지 않더라도 문장이 참인 것을 알 수 있다. 반면 "모든 백조는 하얗다"는 문장은 종합 명제다. 백조가 모두 하얀 색인지는 직접 관찰해서 경험적인 지식을 쌓아야 판단할 수 있기 때문이다.

## 검증 가능성의 원리
논리 실증주의자들은 검증 가능성(verifiability)의 원리라는 것을 제안했는데 이는 명제에 대해 안다는 것은, 명제를 검증할 방법이 무엇인지 아는 것과 동일한 의미라는 것이다. 이것은 검증 불가능한 명제는 의미가 없음을 뜻한다. 이 원리에 따른다면 순수히 논리적인 분석 명제가 아닌 경우 오직 경험을 통해 타당한 지식을 얻을 수 있다. 논리 실증주의는 이에 따라 논리 경험주의로 불리기도 한다.
검증 가능성의 원리때문에 논리 실증주의는 형이상학, 신학을 비판하고 자연 과학을 옹호하는 사고방식이 되었다. 비트겐슈타인의 유명한 말인 "말할 수 없는 것에 대해서는 침묵해야 한다"는 말은 형이상학과 신학에 대해 비판하는 말이다.

## 영향
논리 실증주의는 후에 가설 연역주의와 귀납주의를 낳게 된다.

## 같이 보기
- 바우하우스
- 귀납

## 참고 문헌
- 장대익 (2008). 《과학에는 뭔가 특별한 것이 있다》. 김영사. ISBN 9788934921318.

- 이 문서에는 다음커뮤니케이션(현 카카오)에서 GFDL 또는 CC-SA 라이선스로 배포한 글로벌 세계대백과사전의 내용을 기초로 작성된 글이 포함되어 있습니다.